# Kabelwegspoorbrug
De Kabelwegspoorbrug (brug 784) is een spoorbrug in Amsterdam-Westpoort.
Het viaduct werd begin jaren tachtig gebouwd ten behoeve van de verlegging van de spoorlijn Amsterdam - Den Helder langs het nieuwe station Sloterdijk Noord dat in 1983 werd geopend. Het tracé en de brug kwamen zuiderlijker te liggen dan het oorspronkelijke tracé van de Zaanlijn maar noordelijker dan de Haarlemlijn waaraan het viaduct ruimte bood voor de verlegging in 1985. Het oude stationnetje kreeg dan ook de naam Station Sloterdijk Zuid, maar ging in 1985 dicht en werd afgebroken. Het verleggen van het spoortraject noopte Amsterdam en de Nederlandse Spoorwegen tot het bouwen van bouwkundige kunstwerken; het oude spoortraject lag op maaiveldniveau; het nieuwe op een dijklichaam. Amsterdam koos er daarbij voor de doorgaande verkeersroute over de Kabelweg ter plekke af te sluiten en deze iets naar het oosten te verleggen zodat ze aansloot op de Contactweg. De kruising spoor en Kabelweg werd alleen geschikt gemaakt voor voetgangers en fietsers. Voor auto's kwam er een slinger naar de Sloterdijkwegspoorbrug. De brug werd gebouwd door de NS in combinatie met Rijkswaterstaat, die laatste beheert ter plaatse de Kabelweghoogwaterkering (naam sinds 2019), die in het noordelijk deel van het viaduct is verwerkt.
Het is de enige spoorbrug met een nummer in de serie brugnummers van 1 tot 1000.

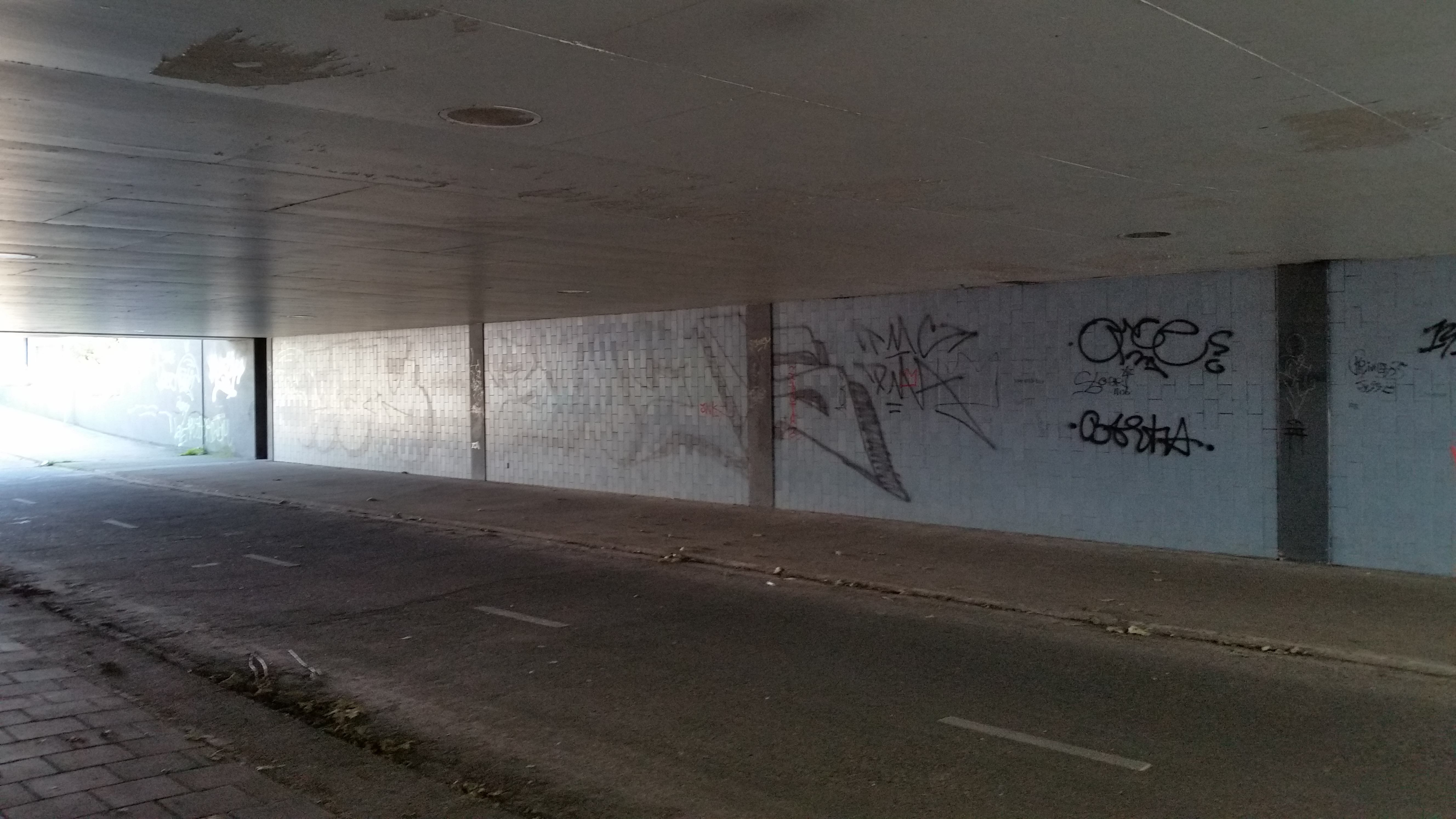
Links geleidegleuven voor waterkering (september 2020)

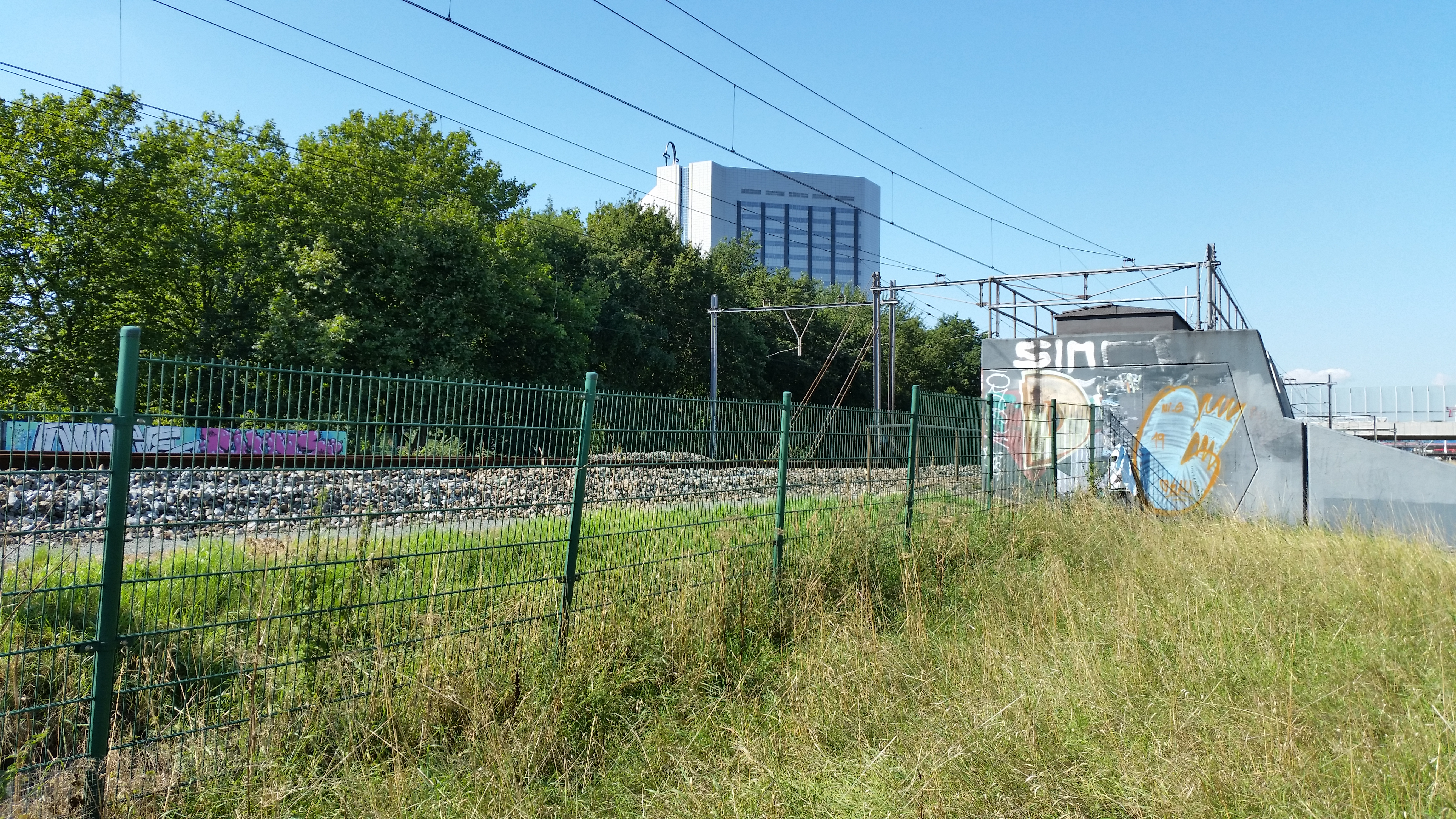
Het viaduct bovenlangs met op de achtergrond Het wiel van Jeroen Henneman (september 2020)

<<< · 700 · 701 · 702 · 703 · 704 · 705 · 706 · 707 · 708 · 709 · 710 · 711 · 712 · 713 · 714 · 715 · 716 · 717 · 718 · 719 · 720 · 721 · 722 · 725 · 726 · 729 · 730-738 · 739 · 740 · 741 · 742 · 743 · 744 · 745 · 746 · 747 · 748 · 749 · 751 · 752 · 753 · 754 · 755 · 756 · 757 · 758 · 759 · 760 · 761 · 762 · 763 · 764 · 765 · 766 · 767 · 768 · 769 · 770 · 771 · 772 · 773 · 775 · 776 · 777 · 778 · 779 · 780 · 781 · 782 · 783 · 784 · 786 · 787 · 788 · 789 · 790 · 791 · 792 · 793 · 794 · 795 · 797 · >>>
Brugnummers  723, 724, 727, 728, 750, 774, 785, 796 (niet gerealiseerde brug over de Slotervaart), 798 en 799 zijn niet vergeven.